# Sonja Hammerschmid
Sonja Hammerschmid (ur. 24 czerwca 1968 w Steyr) – austriacka biolog i menedżer, w latach 2010–2016 rektor Uniwersytetu Medycyny Weterynaryjnej w Wiedniu, od 2016 do 2017 minister edukacji.

## Życiorys
W 1992 uzyskała magisterium z biologii na Uniwersytecie Wiedeńskim, doktoryzowała się na tej samej uczelni w 1995. Pracowała w koncernie farmaceutycznym Boehringer Ingelheim i na macierzystej uczelni. Od końca lat 90. zajmowała głównie kierownicze stanowiska w przedsiębiorstwach zajmujących się wspieraniem innowacji w gospodarce.
W 2010 powołana na rektora Uniwersytetu Medycyny Weterynaryjnej w Wiedniu. W grudniu 2015 została wybrana na przewodniczącą konferencji rektorów austriackich uniwersytetów (Österreichische Universitätenkonferenz), stając się pierwszą kobietą kierującą tą instytucją.
W maju 2016 dołączyła do nowo utworzonego rządu Christiana Kerna. Z rekomendacji Socjaldemokratycznej Partii Austrii objęła stanowisko ministra edukacji. W konsekwencji zrezygnowała z pełnionych funkcji w szkolnictwie wyższym.
W wyborach w 2017 z ramienia socjaldemokratów została wybrana do Rady Narodowej XXVI kadencji. W grudniu tegoż roku zakończyła pełnienie funkcji rządowej. W 2019 uzyskała poselską reelekcję.